# گلینکا ۲۲۰۵
سیارک ۲۲۰۵ (به انگلیسی: 2205 Glinka، نامگذاری:1973SU4) دو هزار و دویست و پنجمین سیارک کشف شده‌است که در ۲۷ سپتامبر ۱۹۷۳ کشف شد.
قدر مطلق سیارک برابر ۱۱٫۸۰ است.